# Mobile Switching Center
In telecomunicazioni il Mobile Switching Center è l'elemento della rete di telefonia mobile GSM che interfaccia il controller della stessa con i Base Station Controller (BSC) con finalità di commutazione da e verso le altre reti di telecomunicazioni fisse quali rete telefonica (PSTN Public Switching Telephone Network) e rete dati (PDN Public Data Network) cioè Internet. 
Un particolare MSC è il "Gateway-Mobile Switching Center", che oltre alle proprietà del MSC, interfaccia anche con la rete telefonica fissa.
Inoltre il Mobile Switching Center è responsabile del call set-up, release e routing e fornisce funzioni di "service billing", di registrazione e di autenticazione.